# Молодіжний чемпіонат Європи з футзалу
Молоді́жний чемпіона́т Євро́пи з футза́лу (англ. UEFA European Football Championship) — національне футзальне змагання серед гравців віком до 21 року, організоване УЄФА. Перший і поки що єдиний чемпіонат відбувся в російському Санкт-Петербурзі в грудні 2008 року.

## Переможці
| Рік  | Місце проведення | Матч за перше місце | Матч за перше місце | Матч за перше місце | Матч за третє місце | Матч за третє місце | Матч за третє місце |
| Рік  | Місце проведення | Переможець          | Рахунок             | Друге місце         | Третє місце         | Рахунок             | Четверте місце      |
| ---- | ---------------- | ------------------- | ------------------- | ------------------- | ------------------- | ------------------- | ------------------- |
| 2008 | Санкт-Петербург  | Росія               | 5:4 (дч)            | Італія              | Україна             |                     | Іспанія             |